# Hệ thống Westminster

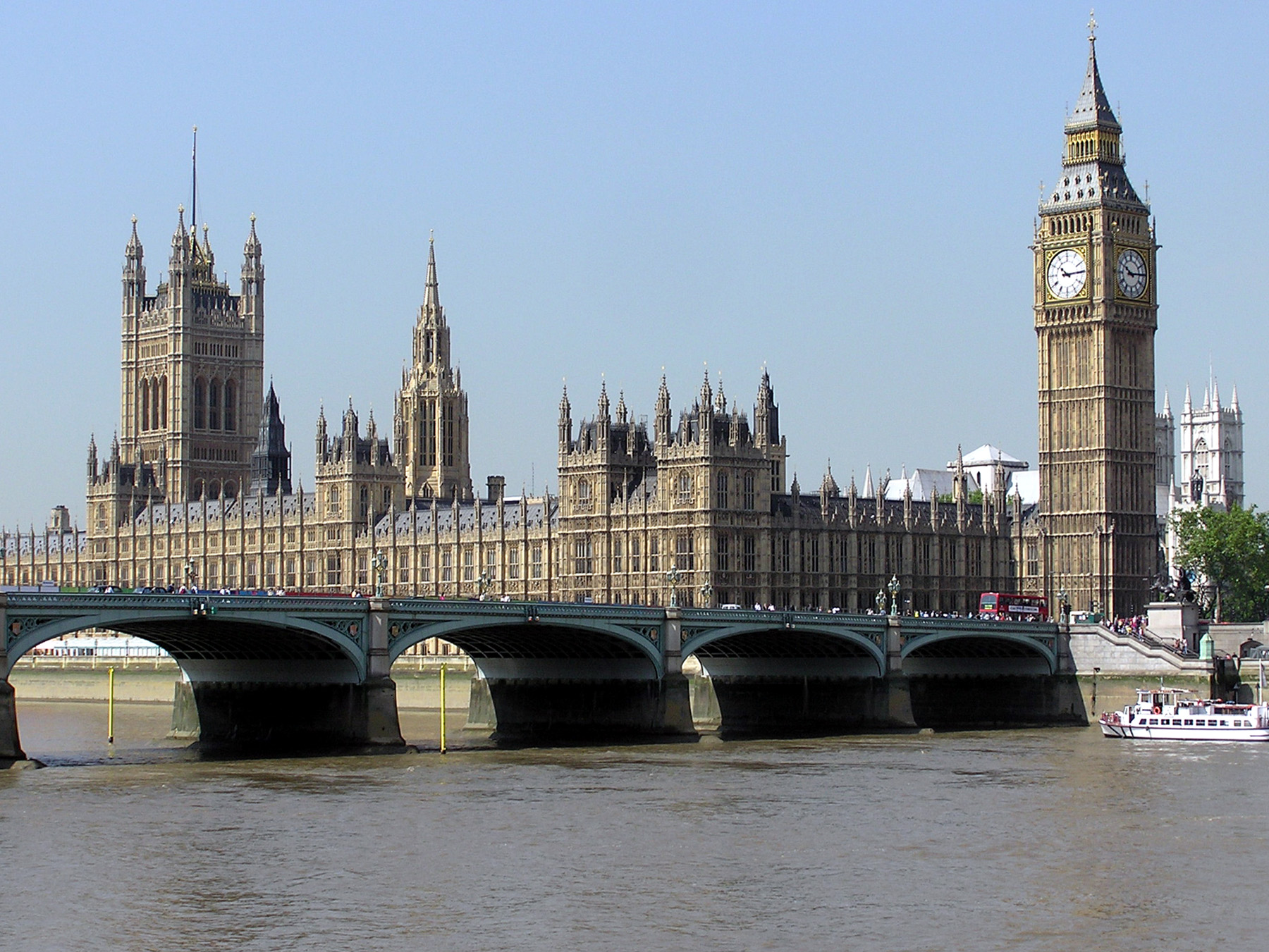
Nghị viện Anh, thường được biết đến với tên Cung điện Westminster ở Luân Đôn.

Hệ thống Westminster là một dạng dân chủ nghị viện, lần đầu tiên phát triển ở Anh, với các thủ tục vận hành cơ quan lập pháp. Đặc điểm chính gồm: nhánh hành pháp gồm các thành viên lập pháp và chịu trách nhiệm trước nghị viện; có phe đối lập trong quốc hội; nguyên thủ quốc gia mang tính biểu tượng, tách biệt với người đứng đầu chính phủ. Tên gọi bắt nguồn từ Cung điện Westminster, trụ sở của Nghị viện Anh từ thế kỉ 13. Hệ thống này được áp dụng tại nhiều thuộc địa cũ của Đế quốc Anh sau khi giành quyền tự trị, ngoại trừ Hoa Kỳ và Síp, bắt đầu từ Canada (1848) và các thuộc địa Úc (1855-1890). Tân Tây Lan, Hồng Kông (trước đây), và Israel cũng áp dụng mô hình này. Tuy nhiên, một số nước sau này chuyển sang hệ thống tổng thống (như Nigeria) hoặc hệ thống lai (như Nam Phi).

## Đặc trưng
Mặc dầu có những khác biệt nhỏ giữa các phân nhánh, nhìn chung hệ thống Westminster có những đặc điểm quan trọng sau:
- Có một nguyên thủ quốc gia có quyền hành pháp trên danh nghĩa hay lí thuyết, và có nhiều quyền bảo lưu khác, nhưng hằng ngày chỉ thực hiện chức năng của một vị thủ lĩnh quốc gia theo nghi thức. Quân chủ Anh, tổng thống của các quốc gia, hoặc thủ hiến của các tiểu bang/tỉnh lị là những ví dụ điển hình.
- Người đứng đầu chính phủ (hay đứng đầu hành pháp) là thủ tướng, hay bộ trưởng thứ nhất. Người này được vị đứng đầu nhà nước chính thức chỉ định. Trong thực tế, người đứng đầu nhà nước thường là vị lãnh tụ của một chính đảng chiếm nhiều ghế nhất trong nghị viện.
- Cơ quan hành pháp trong thực tế thường gồm các thành viên trong lập pháp và các thành viên hành pháp có thâm niên trong nội các chính phủ do thủ tướng lãnh đạo. Những thành viên này thực thi quyền hành pháp của mình nhân danh người có quyền hành pháp trên danh nghĩa.
- Có một nghị viện đối lập (hệ thống đa đảng);
- Có một cơ quan lập pháp được bầu ra, thường là lưỡng viện, trong đó ít nhất một viện được bầu ra, mặc dầu một số hệ thống độc viện vẫn tồn tại; các thành viên lập pháp thường được bầu theo hạt theo thể thức đầu phiếu đa số tương đối (khác với hệ thống đại diện tỉ lệ phổ biến hơn).
- Có một hạ nghị viện có quyền bãi nhiệm chính phủ bằng cách từ chối ngân sách, thông qua kiến nghị bất tín nhiệm, và tiến tới một cuộc phổ thông đầu phiếu để chọn một chính phủ mới độc lập.
- Một nghị viện có thể bị giải tán và được kêu gọi bầu cử bất cứ lúc nào.
- Có đặc quyền cho phép cơ quan lập pháp thảo luận bất cứ đề tài nào mà không sợ phát sinh những phát biểu hay tài liệu có tính bêu xấu từ đó.
- Văn bản các cuộc họp, thường được gọi là Hansard. Cơ quan lập pháp có khả năng huỷ bỏ một số thảo luận trong những văn bản này.

Hầu hết các thủ tục của hệ thống Westminster bắt nguồn từ các thông lệ, tập quán và tiền lệ của Quốc hội Vương quốc Anh, vốn là một phần của Hiến pháp Anh. Không giống như hiến pháp Anh bất thành văn, hầu hết các quốc gia sử dụng hệ thống Westminster đều đã quy định hệ thống này, ít nhất một phần, trong hiến pháp thành văn.

### Tóm tắt cấu trúc điển hình của mô hình Westminster
| Kiểu      | Lưỡng viện (đơn viện trong một số trường hợp) | Thượng viện được bầu hoặc bổ nhiệm để phê duyệt và/hoặc giám sát luật. - Thượng viện, Hội đồng Lập pháp, Viện Quý tộc. |
| Kiểu      | Lưỡng viện (đơn viện trong một số trường hợp) | Hạ viện được bầu để đại diện cho bách tính và (thường) khởi xướng luật. - Viện Thứ dân, Hạ viện, Hội đồng Lập pháp. |
| Lãnh đạo  | Nguyên thủ quốc gia                           | Quân chủ (đôi khi được đại diện bởi một đại diện phó vương, chẳng hạn như toàn quyền). |
| Lãnh đạo  | Người đứng đầu chính phủ                      | Thông thường là lãnh tụ của đảng lớn nhất ở hạ viện (quốc hội nếu đơn viện). - Thủ tướng ở một quốc gia/nhà nước có chủ quyền. - Thủ hiến bang, tỉnh hoặc vùng lãnh thổ. - Các danh hiệu khác bao gồm Bộ trưởng thứ nhất, Tổng Giám đốc, Chủ tịch Hội đồng Bộ trưởng. |
| Lãnh đạo  | Chủ toạ các viện lập pháp                     | Chủ tịch (tiếng Anh: Speaker (hoặc Lord Speaker) hoặc President) thượng viện |
| Lãnh đạo  | Chủ toạ các viện lập pháp                     | Chủ tịch (tiếng Anh: Speaker hoặc President) hạ viện |
| Tổng quan | Chính phủ                                     | Được thành lập bởi đảng/liên minh lớn nhất ở hạ viện (quốc hội nếu đơn viện) và do người đứng đầu chính phủ lãnh đạo. - Các bộ trưởng hành pháp (thường) được chọn từ các thành viên của đảng cầm quyền hoặc liên minh, do người đứng đầu chính phủ bổ nhiệm. Trong hệ thống lưỡng viện, họ có thể đến từ bất kì viện nào. - Nội các được thành lập từ các bộ trưởng cấp cao nhất, nhưng có thể bao gồm một số công chức. - Trong các nghị viện không có đảng phái chính trị, các bộ trưởng được Thủ tướng bổ nhiệm hoặc do toàn thể thành viên bầu chọn. - Chính phủ hoạt động trong và chịu trách nhiệm trước cơ quan lập pháp, báo cáo và giải trình trước nghị viện, đặc biệt là trước hạ viện trong hệ thống lưỡng viện. |
| Tổng quan | Phe đối lập                                   | Do lãnh tụ phe đối lập dẫn dắt. Nội các đối lập được thành lập từ các thành viên được bầu của đảng hoặc liên minh lớn nhất trong cơ quan lập pháp nhưng không thuộc chính phủ, do tụ đảng (lãnh tụ phe đối lập) lựa chọn. |
| Tổng quan | Công vụ                                       | Độc lập về chính trị và phục vụ bách tính, làm việc cho các cơ quan chính phủ khác nhau (y tế, nhà ở, giáo dục, quốc phòng). |
| Tổng quan | Lực lượng vũ trang                            | Tổ chức phòng thủ của đất nước. |

## Hoạt động
Hệ thống hành pháp trong mô hình Westminster khá phức tạp. Nguyên thủ quốc gia (quân chủ hoặc tổng thống) chỉ là hình thức, mang tính nghi lễ, không trực tiếp thực thi quyền hành pháp dù quyền này được thực hiện nhân danh họ. Thủ tướng (người đứng đầu chính phủ) phải có sự ủng hộ của đa số trong nghị viện, nếu mất tín nhiệm hoặc không thông qua ngân sách, chính phủ phải từ chức hoặc kêu gọi bầu cử mới.
Hành pháp về mặt pháp lí thuộc nội các và các bộ trưởng, nhưng thực tế thủ tướng kiểm soát toàn bộ, vì nguyên thủ quốc gia luôn hành động theo lời khuyên của thủ tướng, bao gồm bổ nhiệm, bãi nhiệm bộ trưởng. Điều này khiến nội các phục tùng thủ tướng, có thể bị thay đổi bất cứ lúc nào nếu không đáp ứng kỳ vọng.
Tại Vương quốc Anh, Quân chủ danh nghĩa có quyền hành pháp, nhưng thực tế do thủ tướng và nội các thực thi. Ở các nền cộng hoà nghị viện như Ấn Độ, tổng thống cũng chỉ mang tính nghi lễ, trong khi thủ tướng và Hội đồng Bộ trưởng điều hành thực tế. Riêng Israel và Nhật Bản, thủ tướng có toàn quyền hành pháp, không cần sự phê chuẩn của Tổng thống hoặc Thiên hoàng.
Mặc dù nguyên thủ quốc gia có thể gặp gỡ thủ tướng và nội các để cố vấn, cảnh báo và đưa ra khuyến nghị, nhưng vai trò của họ chỉ mang tính biểu tượng. Họ "trị vì nhưng không cai trị", trừ khi thực thi các quyền lực dự trữ trong tình huống khủng hoảng, và phạm vi quyền này khác nhau tuỳ theo từng quốc gia.
Mô hình hành pháp này xuất hiện đầu tiên ở Vương quốc Anh. Ban đầu, Quân chủ nắm giữ và trực tiếp thực thi toàn bộ quyền hành pháp. Quốc vương George I (1714-1727) là người đầu tiên giao bớt quyền lực cho thủ tướng và nội các, do ông cũng cai trị Hanover (Đức) và không thạo tiếng Anh. Theo thời gian, quyền lực thực tế ngày càng chuyển sang tay thủ tướng. Walter Bagehot (1876) phân biệt hai vai trò: Quân chủ mang tính biểu tượng ("dignified"), còn thủ tướng và nội các thực thi quyền hành pháp ("efficient").

## Vai trò của nguyên thủ quốc gia
Nguyên thủ quốc gia hoặc đại diện của họ (ví dụ: toàn quyền) chính thức bổ nhiệm người đứng đầu chính phủ, tức người có sự ủng hộ từ hạ viện hoặc quốc hội, và mời họ lập chính phủ. Ở Anh, nghi thức này gọi là "kissing hands" (hôn tay nhà vua).
Mặc dù việc giải tán quốc hội và kêu gọi bầu cử do nguyên thủ thực hiện, nhưng theo thông lệ, họ hành động theo đề nghị của thủ tướng. Một số nguyên thủ như tổng thống, quân chủ hoặc toàn quyền có thể sở hữu "reserve powers" (quyền lực dự trữ), như trong khủng hoảng hiến pháp Úc năm 1975 và  King–Byng năm 1926 ở Canada. "Lascelles Principles" (Nguyên tắc Lascelles) cố gắng thiết lập quy tắc cho các tình huống tương tự nhưng chưa từng được thử nghiệm thực tế.
Do hiến pháp mỗi nước khác nhau, quyền lực chính thức của quân chủ, toàn quyền và tổng thống cũng khác nhau. Vì không phải lúc nào cũng được dân bầu trực tiếp, họ thường ít chịu áp lực từ dư luận khi sử dụng quyền lực đơn phương hoặc gây tranh cãi.
Ở nhiều Vương quốc Thịnh vượng chung, toàn quyền đại diện cho quân chủ vắng mặt, khiến danh tính nguyên thủ quốc gia không luôn rõ ràng.

## Lưỡng viện và độc viện
Trong hệ thống này, một số thành viên trong nghị viện được bầu thông qua lá phiếu phổ thông, trong khi số khác được chỉ định. Tất cả các nghị viện trên cơ sở Westminster đều có hạ viện có quyền lực tựa như ở Hạ Nghị viện Vương quốc Anh, bao gồm các đại diện địa phương được bầu ra. Đa số có một thượng viện nhỏ hơn có thành viên được chọn bằng nhiều cách:
- Các thành viên của nội các chính phủ hay thủ tướng (như ở Canada, hay Anh)
- Bầu cử trực tiếp (Úc)
- Được bầu thông qua chính quyền địa phương (Ấn Độ)
- Có tính kế thừa (91 thành viên trong Thượng viện Anh)

Ở Anh, hạ viện thật ra là bộ phận lập pháp, trong khi thượng viện thực thi quyền hiến định và hoạt động như một cơ quan tư vấn. Tuy nhiên, ở một số quốc gia dùng hệ thống này, thượng viện đôi khi thực hiện nhiều quyền hơn.

## "Hệ thống Washminster"
Nước sông Thames và sông Potomac đều chảy vào hồ Burley Griffin.— James Killen, Farewell Parliament House - Sunday May 8, 1988

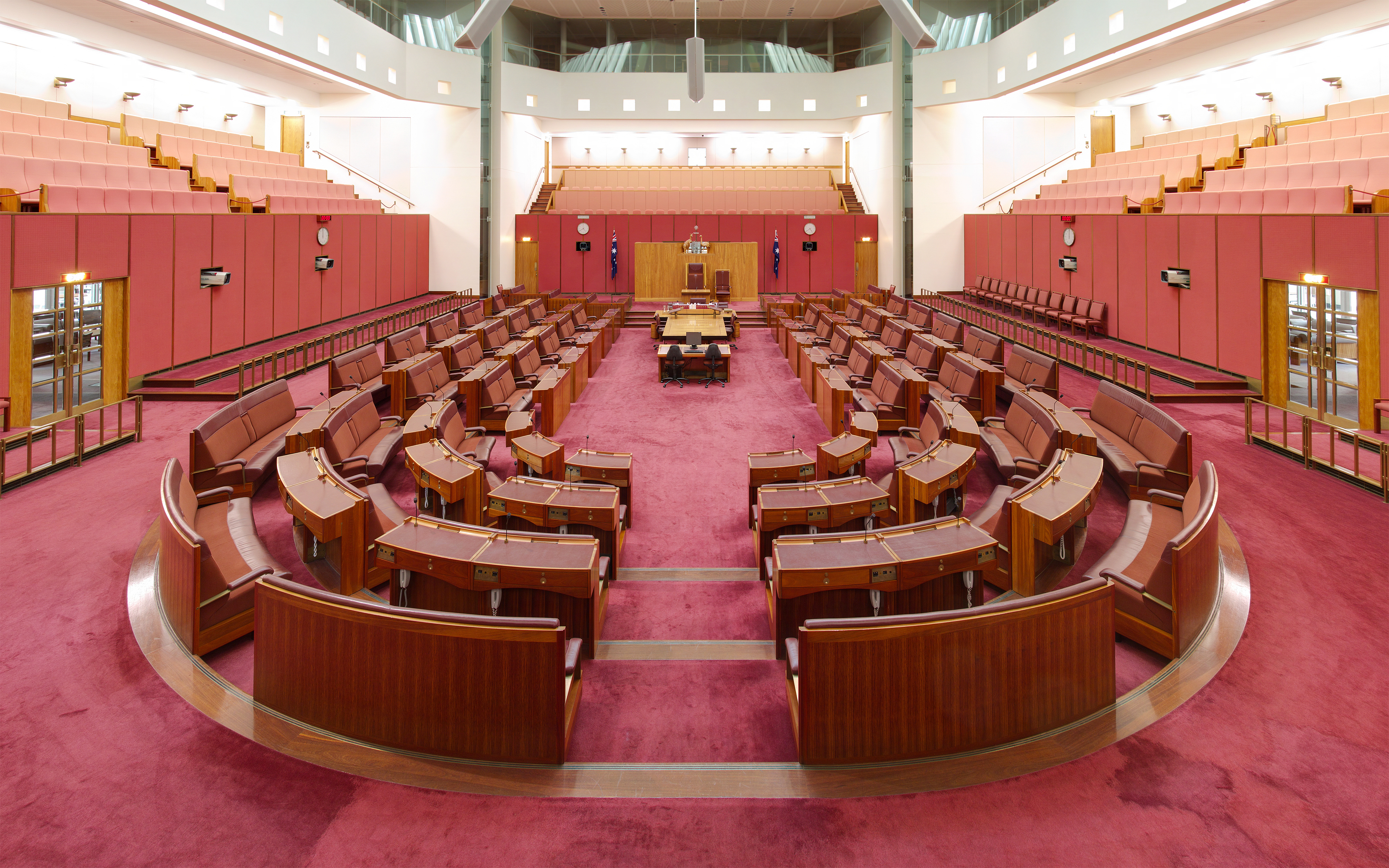
Thượng viện Úc

Hiến pháp Úc là một mô hình lai độc đáo, chịu ảnh hưởng từ Hiến pháp Hoa Kỳ, hệ thống Westminster và một số yếu tố bản địa. Điểm đặc biệt là chính phủ phải đối mặt với Thượng viện, một cơ quan hoàn toàn do dân bầu và có quyền bác bỏ luật. Dù chính phủ được thành lập tại Hạ viện, nhưng vẫn cần sự ủng hộ của Thượng viện để điều hành đất nước.
Thượng viện Úc khác biệt ở chỗ có quyền từ chối ngân sách của chính phủ đương nhiệm, tương tự quyền mà Viện Quý tộc Anh từng nắm giữ cho đến năm 1911, nhưng sau đó đã bị loại bỏ trong hệ thống Westminster. Một chính phủ mất quyền kiểm soát ngân sách sẽ bị hạn chế nghiêm trọng trong hoạt động; nếu không thể đàm phán để khôi phục ngân sách, tình huống này thường dẫn đến một cuộc tổng tuyển cử.
Toàn quyền, về mặt lí thuyết, có thể cách chức chính phủ liên bang bất cứ lúc nào, nên mất ngân sách đôi khi được xem là lí do hợp lí để cách chức chính phủ, như trong khủng hoảng hiến pháp Úc năm 1975. Tuy nhiên, điều này gây tranh cãi vì mâu thuẫn với truyền thống Westminster, vốn quy định chính phủ phải do đảng có đa số ủng hộ tại hạ viện lãnh đạo, chứ không phải thượng viện.
Một số nhà khoa học chính trị cho rằng hệ thống chính trị Úc được thiết kế có chủ ý để kết hợp mô hình Westminster với mô hình của Hoa Kỳ, đặc biệt là vì Thượng viện Úc có quyền lực mạnh mẽ như Thượng viện Mỹ. Quan điểm này được thể hiện qua biệt danh "đột biến Washminster". Quyền của thượng viện trong việc chặn ngân sách cũng tồn tại ở hầu hết các nghị viện bang tại Úc.
Hệ thống Úc đôi khi còn được gọi là hệ thống bán nghị viện.

## Những quốc gia sử dụng

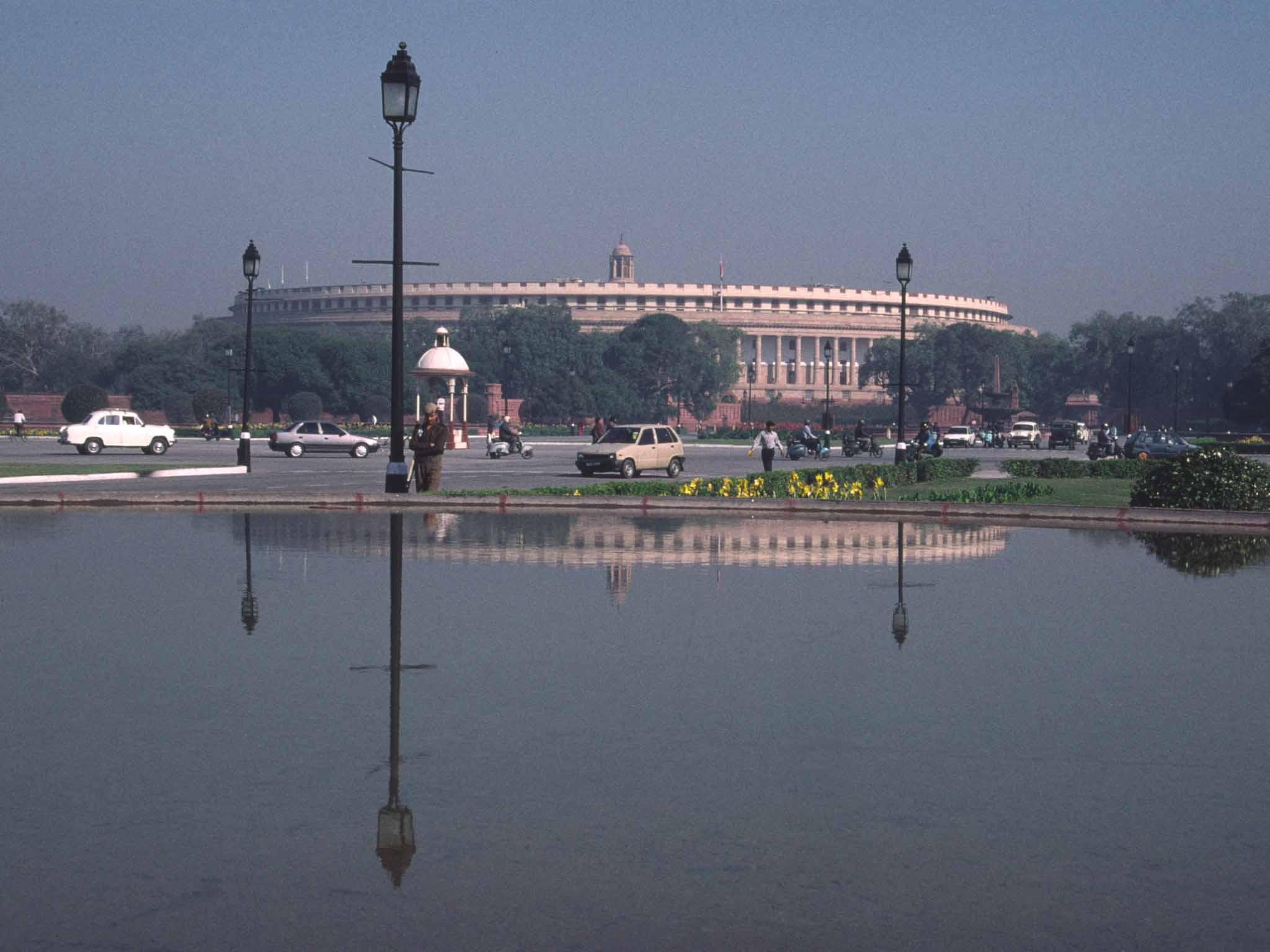
Tòa nhà Nghị viện Sansad Bhavan ở Delhi, Ấn Độ

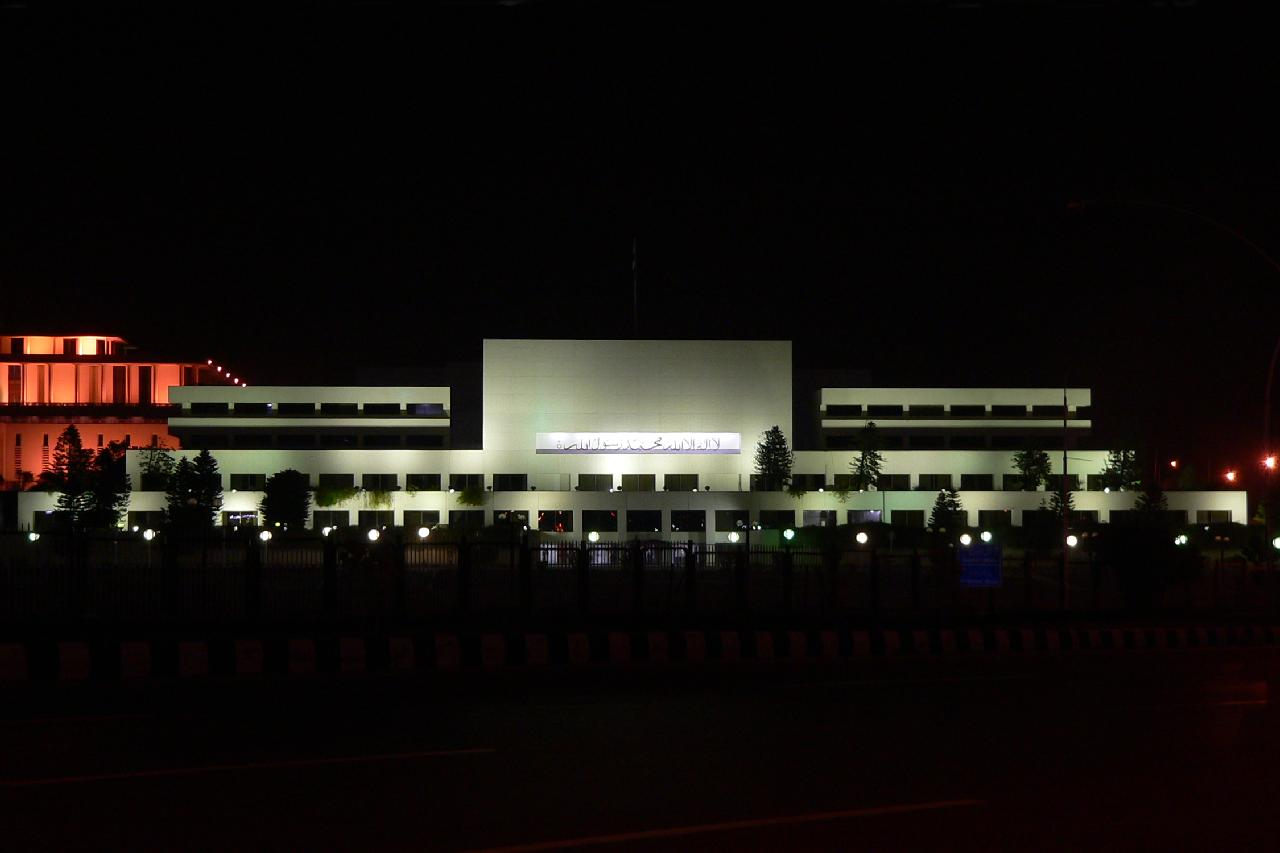
Nghị viện Pakistan

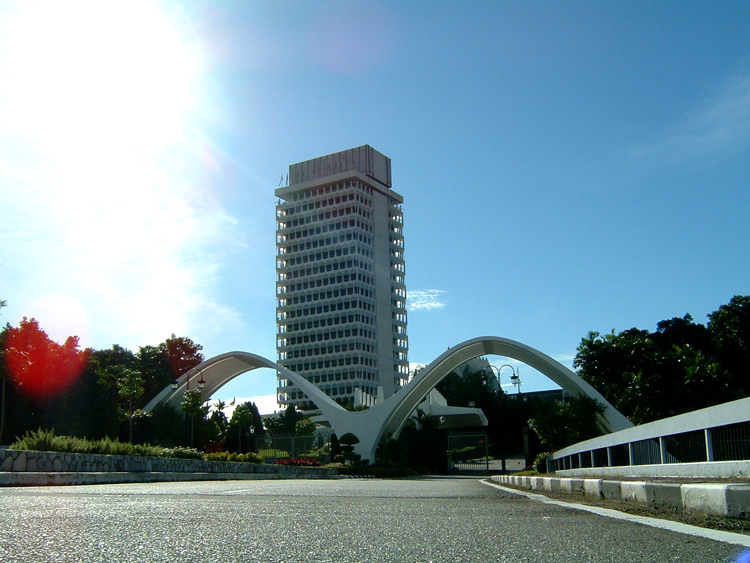
Tòa nhà Nghị viện ở Kuala Lumpur, Malaysia

Danh sách các quốc gia sử dụng ý tưởng hệ thống Westminster:
- Antigua và Barbuda
- Úc
- Bahamas
- Bangladesh
- Barbados
- Belize
- Bermuda
- Canada
- Dominica
- Grenada
- Haiti
- Ấn Độ
- Ireland
- Israel
- Jamaica
- Nhật Bản
- Malaysia
- Malta
- Mauritius
- Nauru
- New Zealand
- Pakistan
- Papua New Guinea
- Saint Kitts và Nevis
- Saint Lucia
- Singapore
- Saint Vincent và Grenadines
- Trinidad và Tobago
- Tuvalu
- Vương quốc Anh
- Vanuatu

## Lễ nghi
Hệ thống Westminster có đặc trưng rõ rệt khi vận hành, với nhiều phong tục Anh được tích hợp vào hoạt động chính phủ hằng ngày. Quốc hội theo mô hình Westminster thường có phòng họp hình chữ nhật dài, với hai hàng ghế và bàn đối diện nhau. Một số nghị viện có hàng ghế vuông góc ở cuối phòng đối diện ghế Chủ tịch (chủ toạ), như Viện Quý tộc Anh hoặc Knesset, trong khi các quốc gia khác như Úc, Ireland, Nam Phi và Ấn Độ có bố cục hàng ghế cong ở cuối phòng. Ghế của chính phủ và phe đối lập được bố trí đối diện nhau, mô phỏng hình thức của nghị viện đầu tiên từng họp trong dàn hợp xướng nhà thờ. Truyền thống quy định các đảng đối lập ngồi một bên, chính phủ ngồi bên còn lại. Ở một số nước, vương trượng nghi thức sẽ hướng về phía chính phủ khi đặt trên bàn nghị viện. Trong các chính phủ có đa số áp đảo, số lượng nghị sĩ của đảng cầm quyền quá lớn buộc họ phải sử dụng cả ghế của phe đối lập.
Tại Viện Thứ dân Anh, có các vạch kẻ trên sàn trước hàng ghế chính phủ và đối lập, mà các thành viên chỉ được phép bước qua khi rời phòng họp.
Ở một đầu phòng họp là ghế lớn dành cho Chủ tịch Hạ viện, người thường mặc áo choàng đen, đôi khi đội tóc giả. Các thư kí nghị viện, cũng mặc áo choàng, ngồi tại bàn hẹp giữa hai hàng ghế. Đây là nơi các bộ trưởng hoặc thành viên nghị viện đứng phát biểu. Khi một Chủ tịch mới được bầu, có nghi thức tượng trưng kéo họ lên ghế ngồi.
Một số nghi lễ khác gắn liền với hệ thống Westminster bao gồm bài phát biểu thường niên trước quốc hội của nguyên thủ quốc gia, trình bày chính sách của chính phủ trong năm tới, đó là lời phát biểu từ Ngai vàng. Lễ khai mạc quốc hội thường kéo dài và có sự xuất hiện của vương trượng nghi thức. Một số nghị viện vẫn giữ truyền thống Westminster với hai phòng có màu sắc riêng: thượng viện màu đỏ (theo Viện Quý tộc Anh) và hạ viện màu xanh lá (theo Viện Thứ dân Anh). Điều này được duy trì ở Ấn Độ, Úc, Canada, New Zealand và Barbados.